# رايسا أرونوفا
رايسا أرونوفا (بالروسية: Раиса Ермолаевна Аронова) (10 يناير 1920 - 20 ديسمبر 1982)، ملاحة لبوليتاروفاً ب -2 السوفيتية وطيارة في الحرب العالمية الثانية من الفوج الانتحاري 588. حصلت على لقب بطلة الاتحاد السوفيتي في 15 مايو 1946 ، لاستكمالها 960 مهمة قصف ليلية ضد قوات المحور في الحرب.

## حياتها
ولدت أرونونفا في عام 1920 لعائلة روسية. كان والدها موظف في السكك الحديدية. بعد تخرجها من المدرسة الثانوية، دخلت في معهد كالينين ساراتوف للزراعة ودرست في مطار ساراتوف في أوقات فراغها قبل أن تنتقل إلى موسكو ، وواصلت بعدها التدريب على الطيران في مطار موسكو حتى الغزو الألماني للاتحاد السوفيتي في عام 1941. أصبحت عضوة في الحزب الشيوعي في عام 1942.

## الحرب العالمية الثانية
بعد عدة أشهر من غزو ألمانيا للاتحاد السوفيتي بإطلاق عملية بربروسا، بدأت أفواج طيران النساء الثلاثة التي أسستها مارينا راسكوفا بالتدريب في مدرسة إنجلس العسكرية للطيران في أكتوبر. بعد انضمامها إلى الجيش في أكتوبر، بدأت أرونوفا تدريبها لتصبح ملاحية. شهدت أرونوفا قتالًا في جميع أنحاء الجبهة الشرقية بما في ذلك 2 بيلاروسيا بالإضافة إلى معركة القوقاز، القرم، كوبان، كيرش، بولندا، وألمانيا، حيث قضت 1.148 ساعة طيران في الليل بعد 960 طلعة جوية. في مهمة قصف في 28 مايو 1943 في كراسنودار أصيبت بشظية قذيفة أطلقتها المدفعية المضادة للطائرات. على الرغم من إصابتها، واصلت التنقل حتى تمكنت للهبوط بأمان. عندما ذهبت إلى المستشفى، تم إزالة 17 شظية من جسدها، لكنها عادت إلى الطيران في مايو بعد أقل من شهرين. وفي نفس العام، حضرت دورة تجريبية وأصبحت معتمدة للطيران كطيار في بو -2 ، وسرعان ما بدأت مهمات الطيران ودمرت بعثاتها التفجيرية أربع بطاريات مدفعية وثلاث كشافات وثلاث عبارات ومخزنين للوقود والذخيرة وثماني سيارات. حصلت على لقب بطلة الاتحاد السوفيتي مع وسام لينين في 5 مايو 1946 لشجاعتها في الحرب.

## وفاتها
من مايو إلى أكتوبر 1945 ظلت أرونوفا في بولندا حتى تم حلها في أكتوبر 1945 ، ولكنها ظلت في الجيش حتى عام 1962. بعد تخرجها من المعهد العسكري للغات الأجنبية في عام 1952 ، شغلت مناصب مختلفة في الحزب الشيوعي. والحكومة السوفيتية ثم أصبحت ضابطا كبيرا في وزارة الشؤون الداخلية في مايو 1953. عملت لاحقا في كي جي بي في عام 1954 حيث قامت بتشفير مراسلات الوكالة، وحصلت على رتبة ميجور في عام 1960 قبل تقاعدها في عام 1962.
بعد تقاعدها من الجيش، كتبت كتابًا عن تجربتها في الحرب بعنوان «الليالي السحرة» التي نُشرت عام 1983.
توفيت في ديسمبر 1982 ودفنت في مقبرة كونتسيفو.